# Замок Скиптон
Замок Скиптон (англ. Skipton Castle) — средневековый замок в Скиптоне, Норт-Йоркшир, Англия. Построен в 1090 году нормандским бароном Робертом де Ромилем. История замка насчитывает более 900 лет, памятник архитектуры I* категории.

## История

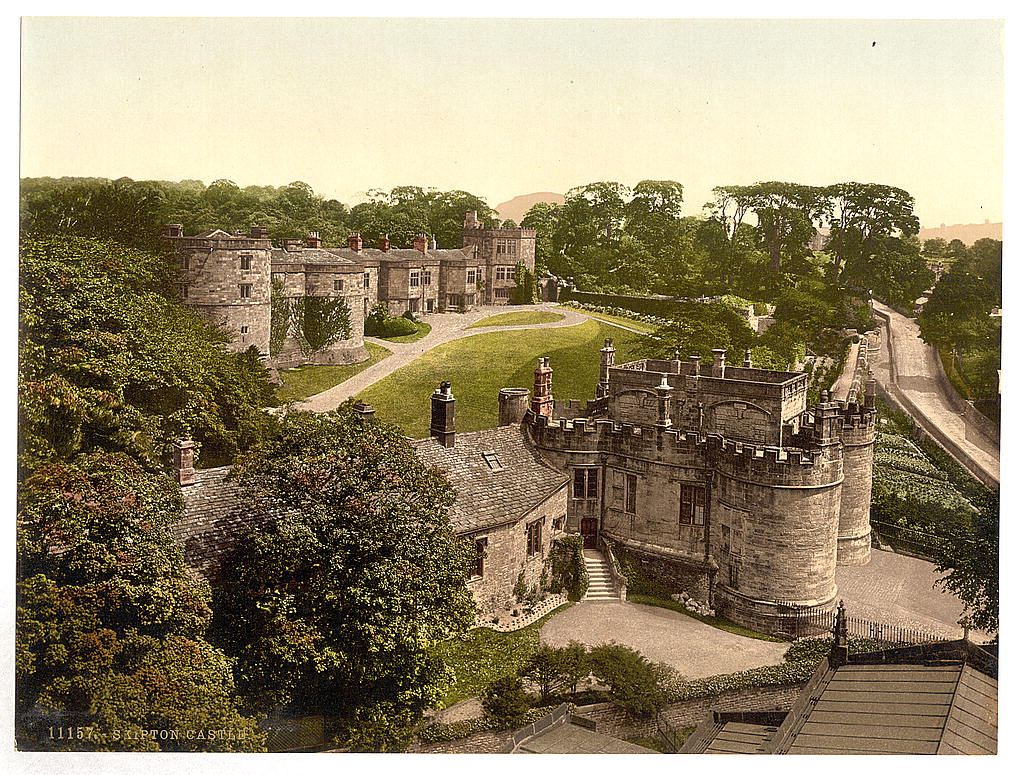
Замок Скиптон (ок. 1890—1900)

Замок, изначально по типу мотт и бейли, был построен в 1090 году Робертом де Ромилем, нормандским рыцарем и богатым землевладельцем. Вскоре после 1102 года Генрих I присоединил к землям Ромиля верхний Уорфедейл и верхний Эйрдейл. Деревянный замок был перестроен из камня, чтобы отражать набеги скоттов. Скалы за замком, спускающиеся к речке Эллер-Бек, обеспечили замку идеальное стратегическое расположение. Когда род де Ромиль пресёкся, король Эдуард II в 1310 году подарил замок Роберту де Клиффорду, сделав его бароном де Клиффорд из Скиптона и хранителем Крейвена. Роберт де Клиффорд приказал усилить замковые укрепления; он погиб в битве при Бэннокбёрне в 1314 году, когда работы едва завершились.

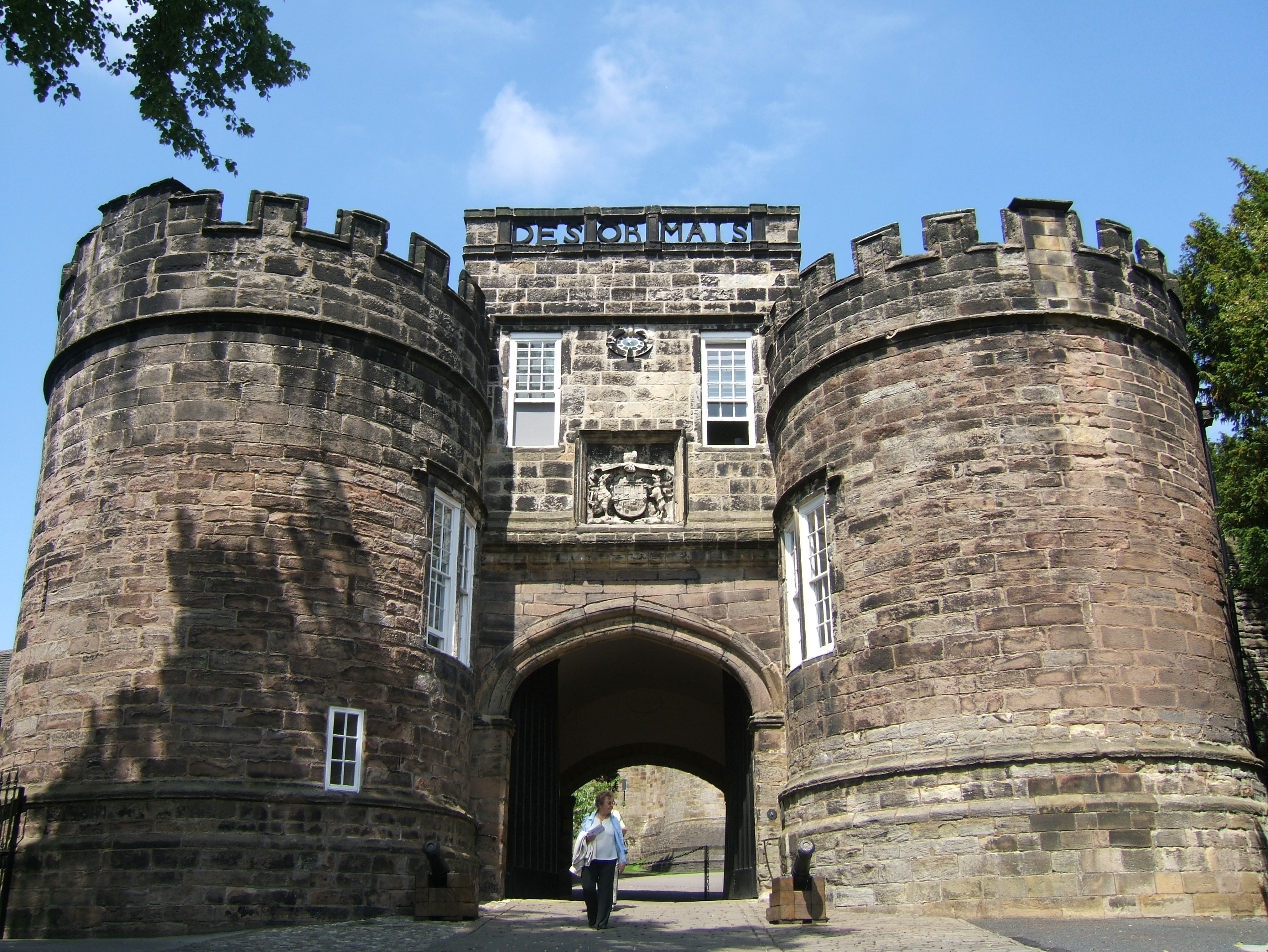
Торхаус

Во время гражданской войны в Англии замок был единственным оплотом роялистов на севере Англии до декабря 1645 года. После трёхлетней осады в 1645 году Оливер Кромвель и роялисты договорились о капитуляции. Кромвель приказал снять кровлю замка. По легенде, во время осады стены завешивали овечьей шерстью, чтобы смягчить удар от выстрелов из пушек. Овечья шерсть изображена на гербе города. В семейном склепе похоронены Генри Клиффорд, 2-й граф Камберленд (1517—1570) и Джордж Клиффорд, 3-й граф Камберленд (1558—1605). Леди Анна Клиффорд (1590—1676), единственная дочь и наследница 3-го графа, была последней владелицей из рода Клиффордов. После осады она восстановила замок, а во дворе посадила тисовые деревья, чтобы отметить это событие. Дочь леди Анны, леди Маргарет Сэквилл (1614—1676), была женой Джона Тефтона, 2-го графа Тенет (1609—1664), и замок по наследству перешёл Тефтонам, став резиденцией лордов Хотфилд в 1871 году. Генри Тефтон, 3-й барон Хотфилд (1897—1961), продал замок семье Фатторини (владельцы ювелирной компании) в 1956 году.
Замок Скиптон прекрасно сохранился, в настоящее время является туристической достопримечательностью и частной резиденцией. Замок стоит в начале известной дороги для пешеходного туризма «Путь леди Анны», растянувшейся на 160 км до Пенрита.